# Tori studio
tori studio（トリスタジオ）は東京都新宿区に本部を置く俳優養成所である。

## 概要
2010年にtori studio NY（トリスタジオ　ニューヨーク）が創設。
その後2012年6月に拠点をニューヨークから東京に移し、現在のtori studioが創設された。
tori studioではニーナ・ムラーノ、イヴァナ・チャバック、ラリー・モス等の指導者の元で直接アクティングコーチとしての訓練を受けたtoriによる俳優育成が行われており、toriが学んだ俳優の育成方法を基にキャラクターになるための独自の理論「トリスタジオアプローチ」を確立した。その特色は役の人物の内面心理を重視しつつ、役の人物さえも気が付いていない無意識へのアプローチにある。心理学・脳科学も参考に人間の欲求を深く理解したうえでの俳優指導は国内外を問わず信頼を得ており、日本の第一線で活躍する俳優・女優を数多く最高のパフォーマンスへと導いてきた。
現在はマスターコーチであるtoriが代表を務め、俳優としても活躍する千葉大将が専属のアクティングコーチを務めている。

## 基礎データ

### 所在地
- 東京都新宿区須賀町 四谷クレスト B1

### CLASS

#### 俳優養成コース
- ベーシッククラス
- アドバンスクラス
- プロフェッショナルクラス
- マスタークラス

#### アクティングコーチ養成コース
- tori studio 認定 アクティングティーチャークラス
- tori studio 認定 アクティングコーチクラス